# A-366
La A-366 es una carretera autonómica andaluza que une las poblaciones de Ronda y Coín, ambas en la provincia de Málaga. Transcurre en su totalidad por suelo de dicha provincia.
Tiene su punto de origen en la Avda de Málaga de Ronda, y discurre por El Burgo, Yunquera, Jorox y Alozaina, hasta finalizar en un enlace con la autonómica A-355 (Cártama-Marbella), a la altura de Coín.
Los conductores la suelen utilizar en sus viajes entre Málaga y Ronda, al ser el camino más corto entre estas dos ciudades en combinación con la autovía A-357 hasta Cártama. Sin embargo, es peligrosa por su trazado de montaña y sus curvas. La alternativa es la A-367, que supone un rodeo por el norte, aunque con un trazado más fácil para los conductores.